# Медведниковы
Медведниковы — русская фамилия.
Род купцов Медведниковых прославился своей благотворительной деятельностью в Иркутске и Москве. Основоположник рода — Осип (1685—1746), гос. крестьянин, прибыл из Архангелогородской губернии в Иркутск в 1725 г. Логгин Фёдорович — его внук.
- Логгин Фёдорович Медведников и Прокофий Федорович Медведниковы — иркутские купцы начала XIX века; контролировали рынок пушнины в Якутии
- Елизавета Михайловна Медведникова — жена Логина Фёдоровича; завещала свой капитал на благотворительность
- Логин Логинович Медведников — сын Логина Фёдоровича, известный купец и благотворитель в Иркутске
- Иван Логинович Медведников — сын Логина Фёдоровича, известный купец и благотворитель в Иркутске и Москве. Его жена, Александра Ксенофонтовна завещала свой капитал на благотворительность; на него были созданы Медведниковская гимназия, больница и лазарет.

Родословое древо (фрагмент)
- Осип (1685—1746)
  - Фёдор Осипович
    - Прокопий Фёдорович (1774—1843)
      - Федосья (род. 1806), Татьяна (род. 1807), Василий (1808—1825), Егор (1809—1830), Гаврило (род. 1810), Павел (род. 1813), Анна (род. 1814), Елена (род. 1815), Пётр (род. 1817), Василий (род. 1826)
      - Алексей Прокопьевич (1820—1883)

    - Логгин Фёдорович (1773—1814) OO Елизавета Михайловна
      - Логин Логинович
      - Иван Логгинович (1807—1889) OO Александра Ксенофонтовна